# SFK Rīga
Sieviešu futbola klubs „Rīga“ ist ein lettischer Frauenfußballklub mit Sitz in Riga, welcher in der höchsten Spielklasse des Landes spielt.

## Geschichte
Der Klub wurde im Jahr 2022 als Abspaltung von Rīgas FS gebildet, übernahm aber die besten Spielerinnen der Fußballschule. Die FS wiederum trat in der Saison 2022 nun mit einer neuen Mannschaft nebst des SFK in der ersten Liga an. Wie auch in der Saison davor, gewann die erfolgreiche Mannschaft, diesmal aber unter dem Dach der SFK mit nur zwei liegen gelassenen Punkten die Meisterschaft.
In der Qualifikation für die Champions League 2023/24, sicherte sich die Mannschaft in der 1. Runde auf dem Champions-Weg einen 1:0-Sieg über den kasachischen Vertreter BIIK Kazygurt.

## Erfolge
- Nationale Liga
  - Meister (2): 2022, 2023[2]